# Age of Ascent
Age of Ascent là một tựa game thuộc thể loại giao dịch không gian và mô phỏng chiến đấu góc nhìn người thứ nhất, sử dụng kiến trúc điện toán đám mây mở rộng quy mô theo yêu cầu và lái phi thuyền trực tiếp theo thời gian thực trong một vũ trụ tích hợp duy nhất. Nhà sản xuất đã ra mắt trò chơi lần đầu vào ngày 28 tháng 2 năm 2014.
Ngày 14 tháng 3 năm 2014, Age of Ascent đã chính thức phá vỡ Kỷ lục Guinness Thế giới dành cho "Trận chiến PvP trong trò chơi điện tử lớn nhất thế giới" qua bản thử nghiệm alpha công khai. Bản alpha được thiết kế dành cho hơn 50.000 người chơi với cơ chế điều chỉnh lên đến 2.000.000 người chơi. Lúc cao điểm, Age of Ascent có tới 997 người chơi cùng lúc sử dụng 2% dung lượng CPU máy chủ đã triển khai và chưa thể phá vỡ kỷ lục 4.075 người chơi.
Một điểm đặc biệt của tựa game này so với các game khác cùng thể loại là chạy trên trình duyệt web và phụ thuộc nhiều vào WebGL khi chạy game, cho phép người chơi đăng nhập và bắt đầu chơi game, bất kể thiết bị gì đi nữa và không cần cài đặt plug-in, ứng dụng hoặc tập tin thực thi.
Game do Microsoft Azure vận hành, ngay từ đầu Age of Ascent được nhà sản xuất thiết kế cho phép chạy trên hàng trăm máy tính, nhưng vẫn tạo nên cả một vũ trụ gắn kết, linh hoạt và duy nhất. Có người nói "Age of Ascent sẽ mở ra một kỷ nguyên mới của siêu MMO".